# Végegyháza
Végegyháza é um município da Hungria, situado no condado de Békés. Tem 28,94 km² de área e sua população em 2015 foi estimada em 1.390 habitantes.